# Liste des rues d'Ixelles
Ci-dessous, la liste des rues d'Ixelles, commune belge située en région bruxelloise.

## A
- rue de l'Abbaye (aussi sur Bruxelles)
- Abbaye de la Cambre (aussi sur Bruxelles)
- avenue des Abeilles  (aussi sur Bruxelles)
- rue Africaine (aussi sur Saint-Gilles)
- rue Akarova
- rue d'Alsace-Lorraine
- rue de l'Amazone (aussi sur Saint-Gilles)
- rue Américaine (aussi sur Saint-Gilles)
- rue Anoul
- rue de l'Aqueduc
- rue de l'Arbre Bénit
- rue d'Arlon (aussi sur Bruxelles)
- rue des Artisans
- rue de l'Athénée
- rue de l'Automne

## B
- rue du Bailli
- rue Émile Banning (Émile Banning)
- square du Bastion
- rue de Belle-Vue  (aussi sur Bruxelles)
- rue du Belvédère
- rue du Berger
- avenue George Bergmann  (George Bergmann (nl))
- rue Berkendael  (aussi sur Forest)
- avenue Géo Bernier  (Géo Bernier)
- square de Biarritz
- rue Gustave Biot  (Gustave Joseph Biot)
- rue Blanche  (aussi sur Bruxelles et Saint-Gilles)
- place Raymond Blyckaerts (Raymond Blyckaerts  ancien bourgmestre)
- avenue du Bois de la Cambre (aussi sur Watermael-Boitsfort)
- chaussée de Boitsfort  (aussi sur Watermael-Boitsfort)
- chaussée de Boondael
- square de Boondael
- rue Borrens
- rue Jules Bouillon
- rue Émile Bouillot
- rue Bouré
- rue du Bourgmestre
- rue Félix Bovie  (Félix Bovie)
- rue de la Brasserie
- rue des Brebis  (aussi sur Watermael-Boitsfort)
- avenue du Brésil  (surtout sur Bruxelles)
- avenue Brillat Savarin  (Jean Anthelme Brillat-Savarin)
- rue du Brochet  (aussi sur Etterbeek)
- avenue Brugmann (Georges Brugmann) (aussi sur Saint-Gilles, Uccle, Forest)
- place Georges Brugmann (Georges Brugmann)
- rue Buchholtz
- rue du Buisson  (aussi sur Bruxelles)
- avenue Adolphe Buyl (Adolphe Buyl, ancien bourgmestre)

## C
- boulevard de la Cambre (surtout sur Bruxelles)
- rue Armand Campenhout
- rue Cans
- rue Capitaine Crespel (Louis Crespel)
- Carré Capouillet
- rue Caroly
- rue Eugène Cattoir
- avenue des Cèpes
- rue Renier Chalon  (Renier Chalon)
- place du Champ de Mars
- rue du Champ de Mars  (un côté sur Bruxelles)
- rue des Champs Élysées
- clos des Chanterelles
- rue du Château
- square de Châtelaillon-Plage
- place du Châtelain
- rue du Châtelain (aussi sur Bruxelles)
- clos du Cheval d'Argent
- rue des Chevaliers
- rue de la Cité
- rue Émile Claus (aussi sur Bruxelles et Uccle)
- rue Clémentine
- place Fernand Cocq (A.L.J. Fernand Cocq, ancien bourgmestre)
- rue du Collège
- rue Jean-Baptiste Colyns  (Jean-Baptiste Colyns (de))
- rue de la Concorde  (petit bout sur Bruxelles)
- avenue du Congo  (aussi sur Bruxelles)
- avenue Air Marshal Coningham  (aussi sur Bruxelles)
- place Henri Conscience  (Hendrik Conscience)
- rue du Conseil
- rue du Couloir
- avenue de la Couronne
- avenue des Courses  (aussi sur Bruxelles)
- rue du Couvent
- rue de la Crèche
- rue capitaine Crespel (Louis Crespel)
- rue de la Croix  (aussi sur Bruxelles)
- square de la Croix-Rouge
- rue Léon Cuissez
- avenue Pierre et Marie Curie  (Pierre et Marie Curie)
- rue de la Cuve
- rue des Cygnes

## D
- rue Jean D'Ardenne
- rue Darwin (Charles Darwin) (aussi sur Forest)
- rue Dautzenberg (aussi sur Bruxelles)
- avenue Émile de Béco  (Émile de Béco (nl))
- rue Charles Decoster
- rue Defacqz  (Eugène Defacqz) (aussi sur Bruxelles et Saint-Gilles)
- avenue du général de Gaulle (Charles de Gaulle)
- rue de Hennin
- rue Léopold Delbove
- rue Augustin Delporte
- rue Mignot Delstanche  (aussi sur Uccle)
- square de Meeûs (Ferdinand de Meeûs) (aussi sur Bruxelles)
- rue Hector Denis  (Hector Denis)
- avenue Antoine Depage  (Antoine Depage) (surtout sur Bruxelles)
- avenue Général Médecin Derache
- avenue du Derby
- rue des Deux Ponts
- rue de Vergnies (Adolphe de Vergnies , ancien bourgmestre)
- square Albert Devèze  (Albert Devèze)
- rue Alphonse de Witte (Alphonse de Witte)
- rue de la Digue
- rue Dillens
- rue François Dons
- avenue Général Dossin de Saint-Georges, Général Dossin héros de la première guerre
- rue des Drapiers
- rue de Dublin
- rue Major René Dubreucq
- avenue Émile Duray (petite partie sur Bruxelles) (ancien bourgmestre)

## E
- rue des Échevins
- rue d'Édimbourg
- rue des Égyptiens
- rue Élise
- avenue des Éperons d'Or
- rue de l'Ermitage
- avenue Ernestine
- rue Louis Ernotte  (en grande partie sur Watermael-Boitsfort)
- rue de l'Esplanade  (aussi sur Bruxelles)
- rue de l'Été
- rond-point de l'Étoile

## F
- rue Faider  (Charles Faider) (aussi sur Saint-Gilles)
- place Eugène Flagey (Eugène Flagey, ancien bourgmestre)
- rue de Fleurus
- rue de Florence  (aussi sur Bruxelles et Saint-Gilles)
- avenue de la Folle Chanson
- rue Forestière
- avenue de la Forêt  (aussi sur Bruxelles)
- rue Fourmois  (Théodore Fourmois)
- avenue Arnaud Fraiteur (Arnaud Fraiteur)
- rue Francart
- rue César Franck  (César Franck)

## G
- rue Gachard  (Louis-Prosper Gachard) (aussi sur Bruxelles)
- avenue du général de Gaulle (Charles de Gaulle)
- rue du Germoir
- rue Alfred Giron
- avenue Guillaume Gilbert  (Guillaume Gilbert, ancien bourgmestre)
- rue Godecharle  (Gilles-Lambert Godecharle)
- rue Goffart  (Jean-Baptiste Goffart)
- square Robert Goldschmidt  (Robert Goldschmidt)
- place Charles Graux  (Charles Graux)
- rue Gray (Thomas Gray (en)) (aussi sur Etterbeek)
- avenue des Grenadiers
- rue Victor Greyson  (Victor Greyson, ancien bourgmestre)
- rue de la Grosse Tour  (un côté sur Bruxelles)

## H
- avenue du Haut-Pont  (aussi sur Saint-Gilles)
- avenue Paul Héger  (Paul Héger) (surtout sur Bruxelles)
- rue des Hellènes
- avenue Hergé
- avenue de l'Hippodrome
- rue Alphonse Hottat  (Alphonse Hottat)
- avenue Armand Huysmans  (Armand Huysmans, ancien bourgmestre)
- rue Louis Hymans  (Louis Hymans)

## I
- rue d'Idalie
- avenue d'Italie
- chaussée d'Ixelles

## J
- boulevard Général Jacques (Alphonse Jacques de Dixmude) (aussi sur Etterbeek et Auderghem)
- square Léon Jacquet
- rue Paul-Émile Janson  (Paul-Émile Janson) (en partie sur Bruxelles)
- avenue Jeanne  (en partie sur Bruxelles)
- rue Léon Jouret  (Léon Jouret)

## K
- rue Kerckx  (Pierre Kerckx, ancien bourgmestre)
- rue Keyenveld
- rue Kindermans  (Jean-Baptiste Kindermans) (aussi sur Bruxelles)
- avenue des Klauwaerts

## L
- rue Antoine Labarre  (Antoine Labarre)
- rue du Lac  (aussi sur Bruxelles)
- rue Lanfray
- rue Lannoy  (Jean Lannoy)
- square des Latins
- rue Paul Lauters  (Paul Lauters) (aussi sur Bruxelles)
- place Albert Leemans  (Albert Leemans, ancien bourgmestre)
- avenue Legrand (aussi sur Bruxelles) (Hippolyte-Nicolas Legrand, ancien bourgmestre)
- rue Jules Lejeune  (Jules Lejeune) (aussi sur Uccle)
- rue Camille Lemonnier  (Camille Lemonnier) (aussi sur Uccle)
- rue Lens  (André Corneille Lens) (un côté sur Bruxelles)
- avenue Louis Lepoutre  (Louis Lepoutre)
- rue Lesbroussart  (petit morceau sur Bruxelles)
- rue du Levant
- rue de la Levure
- rue des Liégeois
- rue Limauge
- rue Lincoln (aussi sur Uccle)
- rue de Livourne  (aussi sur Saint-Gilles et Bruxelles)
- place de Londres
- rue de Londres
- rue de la Longue Haie  (un côté sur Bruxelles)
- rue Longue Vie
- rue Georges Lorand  (Georges Lorand)
- place du Luxembourg (en)
- rue du Luxembourg  (aussi sur Bruxelles)

## M
- avenue Guillaume Macau (ancien bourgmestre[réf. nécessaire])
- rue Maes
- rue du Magistrat (aussi sur Bruxelles)
- rue du Mail
- petite rue Malibran  (Maria Malibran)
- rue Maria Malibran  (Maria Malibran)
- rue Henri Marichal
- rue Marie-Henriette  (Marie-Henriette de Habsbourg-Lorraine)
- place Marie-José (Marie-José de Belgique)
- avenue Marnix (aussi sur Bruxelles)
- rue Adolphe Mathieu  (Adolphe Mathieu)
- avenue Maurice
- rue Maximilien  (Maximilien Dugniolle)
- clos Médicis
- rue des Mélèzes
- rue Mercelis  (aussi sur Bruxelles)
- rue des Mérisiers  (aussi sur Watermael-Boitsfort)
- rue Franz Merjay (Franz Merjay) (aussi sur Uccle)
- rue Jean-Baptiste Meunier (Jean-Baptiste Meunier)
- clos des Meysseniers
- avenue Molière (aussi sur Uccle et Forest)
- rue du Monastère (aussi sur Bruxelles)
- rue Montoyer (aussi sur Bruxelles)
- clos des Mousserons

## N
- rue de Naples
- rue de la Natation
- rue Fernand Neuray  (Fernand Neuray)
- rue du Nid

## O
- rue de l'Ordre
- avenue de l'Orée (surtout sur Bruxelles)

## P
- rue du Page
- rue de la Paix
- rue Jean Paquot
- rue de Paris  (un côté sur Bruxelles)
- clos du Parnasse
- rue du Parnasse
- Parc Albert II (Albert II)
- avenue du Pesage
- place de la Petite Suisse
- avenue des Phalènes  (surtout sur Bruxelles)
- rue Edmond Picard  (Edmond Picard) (aussi sur Uccle)
- boulevard de la Plaine
- galerie de la Porte Louise
- galerie de la Porte de Namur
- rue du Président (petit bout sur Bruxelles)
- rue du Prévot
- rue du Prince Albert  (Albert Ier)
- rue du Prince Royal  (Léopold II)
- rue du Printemps
- rue de la Probité

## R
- rue de la Réforme
- rue du Relais
- rue Alphonse Renard  (Alphonse-François Renard) (aussi sur Uccle)
- square de la Résidence
- avenue Auguste Rodin  (Auguste Rodin)
- rue François Roffiaen  (François Roffiaen)

## S
- rue Saint-Boniface  (Boniface de Mayence)
- place Sainte-Croix
- rue Saint-Georges
- avenue des Saisons
- rue Sans Souci
- square Sans Souci
- place Adolphe Sax  (Adolphe Sax)
- avenue des Scarabées  (surtout sur Bruxelles)
- rue Scarron
- rue du Sceptre  (aussi sur Etterbeek)
- Schoolgat
- rue Victor Semet
- rue du Serpentin  (où on trouve Rue du Serpentin 34)
- rue Simonau
- rue Simonis  (Louis-Eugène Simonis) (aussi sur Saint-Gilles)
- square du Solbosch
- rue Ernest Solvay (Ernest Solvay)
- square du Souvenir
- rue Souveraine (aussi sur Bruxelles)
- rue Paul Spaak  (Paul Spaak) (un côté sur Bruxelles)
- rue Joseph Stallaert  (Joseph Stallaert) (aussi sur Uccle)
- rue de Stassart (Goswin de Stassart)
- place Stéphanie  (Stéphanie de Belgique) (aussi sur Bruxelles)
- rue Guillaume Stocq
- rue François Stroobant  (François Stroobant)

## T
- rue du Tabellion
- rue de Tenbosch  (aussi sur Bruxelles)
- rue de Theux  (Barthélemy de Theux de Meylandt) (aussi sur Etterbeek)
- rue Général Thys  (Albert Thys)
- avenue de la Toison d'Or  (Ordre de la Toison d’Or) (aussi sur Saint-Gilles et Bruxelles)
- galeries de la Toison d'Or
- rue Fritz Toussaint (Fritz Toussaint)
- rue de la Treille
- rue de Trèves  (aussi sur Bruxelles et Etterbeek)
- parvis de la Trinité  (aussi sur Saint-Gilles)
- boulevard du Triomphe (aussi sur Auderghem)
- rue du Trône  (aussi sur Bruxelles)
- rue de la Tulipe

## U
- avenue de l'Université  (Université libre de Bruxelles)

## V
- square du Val de la Cambre
- square Valère-Gille
- rue de la Vallée (aussi sur Bruxelles)
- rue Van Aa
- rue Armand Van Campenhout
- rue Vandenbroeck
- rue Emmanuel Van Driessche
- rue Van Elewyck (ancien bourgmestre)
- rue Van Eyck
- rue Jean Vandeuren
- rue de la Vanne (aussi sur Bruxelles)
- carré Vannot
- rue Jean Van Volsem
- rue Vautier (un côté sur Bruxelles)
- avenue du Venezuela (surtout sur Bruxelles)
- rue de Venise
- square Albert Verhaeren
- rue Isidore Verheyden
- rue Veydt
- rue du Viaduc
- square du Vieux Tilleul
- rue Vilain XIIII (Charles Vilain XIIII) (aussi sur Bruxelles)
- Carré du Vivier
- Rue du Vivier
- chaussée de Vleurgat (aussi sur Bruxelles)
- rue Volta

## W
- rue Washington
- boulevard de Waterloo (un côté sur Bruxelles)
- chaussée de Waterloo
- chaussée de Wavre (aussi sur Etterbeek et Auderghem)
- rue Wayenberg
- rue Wéry
- rue Wiertz (un côté sur Bruxelles)
- rue Juliette Wytsman

## Y
- avenue Marguerite Yourcenar (Marguerite Yourcenar)

## Z
- Haut – A
- B
- C
- D
- E
- F
- G
- H
- I
- J
- K
- L
- M
- N
- O
- P
- Q
- R
- S
- T
- U
- V
- W
- X
- Y
- Z